# Enfoque evolucionista de la depresión
El enfoque evolucionista de la depresión es el intento de psicólogos y psiquiatras evolutivos de utilizar la teoría de la evolución para comprender mejor los trastornos del estado de ánimo. La depresión se considera generalmente una disfunción o un trastorno mental, pero su prevalencia no aumenta con la edad como ocurre comúnmente con la demencia y otras disfunciones orgánicas. Algunos investigadores han sugerido que el trastorno puede tener raíces evolutivas, de manera similar a como se proponen contribuciones evolutivas para la esquizofrenia, la anemia falciforme, la psicopatía y otros trastornos. Las explicaciones propuestas para la evolución de la depresión siguen siendo controvertidas.

## Contexto
El trastorno depresivo mayor, también llamado "depresión clínica" o simplemente "depresión", es una de las principales causas de discapacidad en el mundo, en el año 2000 fue el cuarto mayor contribuyente a la carga mundial de enfermedad, calculada en AVAD (Años de vida ajustados por discapacidad); también es un factor de riesgo importante para el suicidio. Por tanto, es comprensible que se piense que la depresión clínica es una patología, una disfunción importante del cerebro.
En la mayoría de los casos, las tasas de disfunción orgánica aumentan con la edad, con tasas bajas en adolescentes y adultos jóvenes y las tasas más altas en personas mayores. Estos patrones son consistentes con las teorías evolutivas del envejecimiento, que postulan que la selección contra rasgos disfuncionales disminuye con la edad, porque hay una probabilidad decreciente de sobrevivir a edades avanzadas.
En contraste con estos patrones, la prevalencia de la depresión clínica es alta en todas las categorías de edad, incluidos adolescentes y adultos jóvenes sanos. En un estudio de la población estadounidense, por ejemplo, la prevalencia a 12 meses de un episodio de depresión mayor fue más alta en la categoría de edad más joven, entre 15 a 24 años. La alta prevalencia de la depresión unipolar (excluyendo la depresión asociada al trastorno bipolar) también es una anomalía en comparación con la prevalencia de otros trastornos mentales como la discapacidad intelectual grave, el autismo, la esquizofrenia y el mencionado trastorno bipolar, todos con tasas de prevalencia de aproximadamente una décima parte de la de la depresión, o menos. A partir de 2017, los únicos trastornos mentales con una prevalencia superior a la de la depresión son los trastornos de ansiedad.
La frecuencia y la persistencia de un rasgo como la depresión clínica con efectos negativos tan tempranos en la vida es difícil de explicar. Los índices de enfermedades infecciosas son elevados en los jóvenes, por supuesto, pero no se cree que la depresión clínica esté causada por una infección. La psicología evolucionista y su aplicación en la medicina evolucionista sugieren cómo los comportamientos y estados mentales, incluidos los estados aparentemente perjudiciales como la depresión, podrían haber sido adaptaciones beneficiosas de los antepasados humanos que mejoraron la aptitud de los individuos o de sus parientes. Se ha argumentado, por ejemplo, que la depresión de por vida de Abraham Lincoln fue una fuente de perspicacia y fortaleza. Algunos incluso sugieren que "no estamos diseñados para tener la felicidad como nuestro estado predeterminado natural" y por lo tanto, un estado de depresión es la norma evolutiva.
Las siguientes hipótesis intentan identificar un beneficio de la depresión que supere sus costos evidentes.
Estas hipótesis no son necesariamente incompatibles entre sí y pueden explicar diferentes aspectos, causas y síntomas de la depresión.

## Hipótesis del dolor psíquico
Una de las razones por las que se considera que la depresión es una patología es que causa mucho dolor y angustia psíquica. Sin embargo, el dolor físico también es muy angustiante, pero tiene una función evolutiva, que es informar al organismo que está siendo dañado, motivarlo a retirarse de la fuente del daño y aprender a evitar circunstancias que lo causen en el futuro. La tristeza también es angustiante, pero se cree ampliamente que es una adaptación evolutiva, de hecho, quizás la visión evolutiva más influyente es que la mayoría de los casos de depresión son simplemente casos particularmente intensos de tristeza en respuesta a la adversidad, como la pérdida de un ser querido.
Según la hipótesis del dolor psíquico, la depresión es análoga al dolor psíquico en que informa a las personas que las circunstancias actuales, como la pérdida de un amigo, representan una amenaza para la aptitud biológica. Esto las motiva a detener las actividades que llevaron a la situación costosa, si es posible, y les hace aprender a evitar circunstancias similares en el futuro. Los defensores de esta visión tienden a centrarse en el estado de ánimo bajo y consideran la depresión clínica como un extremo disfuncional del estado de ánimo bajo y no como un conjunto único de características que están fisiológicamente distantes del estado de ánimo deprimido regular.
Junto con la ausencia de placer, otros cambios notables incluyen el retraso psicomotor, patrones alterados de sueño y alimentación, pérdida del deseo sexual y motivación, que también son características de la reacción del cuerpo al dolor físico real. En las personas deprimidas, hay una mayor actividad en las regiones de la corteza involucradas en la percepción del dolor, como la corteza cingulada anterior y la corteza prefrontal izquierda. Esta actividad permite que la corteza manifieste un pensamiento negativo abstracto como un estresor físico verdadero para el resto del cerebro.

## Modelo de cierre conductual
El modelo de cierre conductual plantea que si un organismo enfrenta más riesgo o gasto que recompensa por las actividades, la mejor estrategia evolutiva puede ser retirarse de ellas. Este modelo propone que el dolor emocional, como el dolor físico, tiene un propósito adaptativo útil. Las emociones negativas como la decepción, la tristeza, el duelo, el miedo, la ansiedad, la ira y la culpa se describen como "estrategias evolucionadas que permiten la identificación y evitación de problemas específicos, especialmente en el ámbito social". La depresión se caracteriza típicamente por la anhedonia y la falta de energía y quienes la experimentan son reacios al riesgo y perciben resultados más negativos y pesimistas porque están enfocados en prevenir más pérdidas. Aunque el modelo ve la depresión como una respuesta adaptativa, no sugiere que sea beneficiosa según los estándares de la sociedad actual; pero sí sugiere que muchos enfoques para la depresión tratan los síntomas en lugar de las causas y que los problemas sociales subyacentes deben abordarse.
Un fenómeno relacionado con el modelo de desconexión conductual es la indefensión aprendida. En los animales, la pérdida de control o de previsibilidad en las experiencias del sujeto provoca un estado similar a la depresión clínica en humanos. Es decir, si los estresores incontrolables e imparables se repiten durante el tiempo suficiente, un sujeto rata adoptará un desamparo aprendido, que comparte varias características conductuales y psicológicas con la depresión humana. El sujeto no intentará enfrentar los problemas, incluso cuando se coloque en un entorno novedoso sin estresores. Si sus raros intentos de afrontamiento tienen éxito en un nuevo entorno, un bloqueo cognitivo duradero les impide percibir su acción como útil y su estrategia de afrontamiento no dura mucho. Desde una perspectiva evolutiva, el desamparo aprendido también permite una conservación de energía durante un período prolongado si las personas se encuentran en una situación fuera de su control, como una enfermedad o una temporada seca. Sin embargo, para los humanos actuales cuya depresión se asemeja al desamparo aprendido, este fenómeno suele manifestarse como una pérdida de motivación y la distorsión de un aspecto incontrolable de la vida de una persona que se ve como representativo de todos los aspectos de su vida, lo que sugiere una discrepancia entre la causa última y la manifestación moderna.

## Hipótesis de la ruminación analítica
Esta hipótesis sugiere que la depresión es una adaptación que hace que el individuo afectado concentre su atención y se enfoque en un problema complejo para analizarlo y resolverlo.
Una forma en que la depresión aumenta el enfoque del individuo en un problema es induciendo la ruminación. La depresión activa la corteza prefrontal ventrolateral izquierda, lo que aumenta el control de la atención y mantiene la información relacionada con el problema en un estado activo y accesible conocido como "memoria de trabajo" o MT, como resultado, se ha demostrado que las personas deprimidas rumian, reflexionando sobre las razones de sus problemas actuales. Los sentimientos de arrepentimiento asociados con la depresión también hacen que los individuos reflexionen y analicen eventos pasados para determinar por qué ocurrieron y cómo podrían haberse evitado. La hipótesis de la ruminación ha recibido críticas. La aptitud evolutiva aumenta al rumiar antes que después de los malos resultados. Una situación que resultó en un niño en peligro pero ileso debería llevar al progenitor a rumiar sobre cómo evitar la situación peligrosa en el futuro. Esperar hasta que el niño muera y luego rumiar en un estado de depresión es demasiado tarde.
Algunos psicólogos cognitivos argumentan que la tendencia ruminativa en sí misma aumenta la probabilidad de inicio de la depresión.
Otra forma en que la depresión aumenta la capacidad de un individuo para concentrarse en un problema es reduciendo las distracciones del problema. Por ejemplo, la anhedonia, que a menudo se asocia con la depresión, disminuye el deseo del individuo de participar en actividades que proporcionan recompensas a corto plazo y en cambio, permite que el individuo se concentre en objetivos a largo plazo. Además, los "cambios psicomotores", como la soledad, la disminución del apetito y el insomnio, también reducen las distracciones. Por ejemplo, el insomnio permite mantener un análisis consciente del problema al prevenir que el sueño interrumpa dichos procesos, asimismo, la soledad, la falta de actividad física y la falta de apetito eliminan fuentes de distracción, como las interacciones sociales, la navegación por el entorno y la "actividad oral", que interrumpen el procesamiento de estímulos.

## Posibilidades de la depresión como una adaptación desregulada
La depresión, especialmente en el contexto moderno, no necesariamente es adaptativa. La capacidad de sentir dolor y experimentar depresión son mecanismos de defensa adaptativos, pero cuando son demasiado fáciles de desencadenar, demasiado intensos o de larga duración, pueden volverse "desregulados". En tal caso, los mecanismos de defensa también pueden convertirse en enfermedades, como dolor crónico o deshidratación por diarrea. La depresión, que puede ser un mecanismo de defensa similar, también puede haberse desregulado.
Por lo tanto, a diferencia de otras teorías evolutivas, esta ve la depresión como un extremo maladaptativo de algo que es beneficioso en cantidades menores. En particular, una teoría se centra en el rasgo de personalidad neuroticismo, en cantidades bajas de neuroticismo pueden aumentar la aptitud de una persona a través de diversos procesos, pero demasiado puede reducir la aptitud, por ejemplo, por depresiones recurrentes. Así, la evolución seleccionará una cantidad óptima y la mayoría de las personas tendrán un neuroticismo cercano a esta cantidad. Sin embargo, la variación genética ocurre continuamente y algunas personas tendrán un alto neuroticismo que aumenta el riesgo de depresiones.

## Teoría del rango
La teoría del rango es la hipótesis de que si un individuo está involucrado en una lucha prolongada por la dominancia en un grupo social y está claramente perdiendo, entonces la depresión hace que el individuo se rinda y acepte el rol sumiso. Al hacerlo, el individuo está protegido de daños innecesarios. De esta manera, la depresión ayuda a mantener una jerarquía social. Esta teoría es un caso especial de una teoría más general derivada de la hipótesis del dolor psíquico, que la respuesta cognitiva que produce la depresión moderna evolucionó como un mecanismo que permite a las personas evaluar si están persiguiendo un objetivo inalcanzable y si lo están, motivarlas a desistir.

## Hipótesis del riesgo social
Esta hipótesis es similar a la hipótesis del rango social, pero se centra más en la importancia de evitar la exclusión de los grupos sociales, en lugar de competencias directas por la dominancia. Los beneficios de aptitud de formar lazos cooperativos con otros han sido reconocidos durante mucho tiempo; durante el período Pleistoceno, por ejemplo, los lazos sociales fueron vitales para la búsqueda de alimentos y la protección contra depredadores.
Así, se considera que la depresión representa una respuesta adaptativa de aversión al riesgo ante la amenaza de exclusión de las relaciones sociales, que habría tenido un impacto crítico en la supervivencia y el éxito reproductivo de nuestros antepasados. Múltiples líneas de evidencia sobre los mecanismos y la fenomenología de la depresión sugieren que los estados deprimidos leves, moderados o "normativos" preservan la inclusión de un individuo en contextos sociales clave a través de tres características interconectadas; como una sensibilidad cognitiva a los riesgos y situaciones sociales, por ejemplo, "realismo depresivo"; inhibe comportamientos confiados y competitivos que probablemente pongan al individuo en mayor riesgo de conflicto o exclusión, como lo indican síntomas como baja autoestima y retraimiento social; y resulta en comportamientos de señalización dirigidos a otros significativos para obtener más de su apoyo, por ejemplo, el llamado "grito de ayuda". Según esta visión, los casos graves de depresión capturados por diagnósticos clínicos reflejan la desregulación maladaptativa de este mecanismo, que puede deberse parcialmente a la incertidumbre y la competitividad del mundo moderno y globalizado.

## Teoría de la señalización honesta
Otra razón por la que se considera que la depresión es una patología es que los síntomas clave, como la pérdida de interés en prácticamente todas las actividades, son extremadamente costosos para el individuo. Sin embargo, los biólogos y economistas han propuesto que las señales con costos inherentes pueden señalizar información de manera creíble cuando hay conflictos de intereses. Tras un evento negativo grave en la vida, como los que se han implicado en la depresión, por ejemplo, muerte, divorcio, las señales "baratas" de necesidad, como el llanto, podrían no ser creídas cuando los socios sociales tienen conflictos de intereses. Los síntomas de la depresión mayor, como la pérdida de interés en prácticamente todas las actividades y la suicidalidad, son inherentemente costosos, pero como requiere la teoría de la señalización costosa, los costos difieren para los individuos en diferentes estados. Para los individuos que no están genuinamente necesitados, el costo de aptitud de la depresión mayor es muy alto porque amenaza el flujo de beneficios de aptitud, sin embargo, para los individuos que están genuinamente necesitados, el costo de aptitud de la depresión mayor es bajo, porque el individuo no está generando muchos beneficios de aptitud. Por lo tanto, solo un individuo genuinamente necesitado puede permitirse tener una depresión mayor. Por ende, la depresión mayor sirve como una señal honesta o creíble de necesidad.
Por ejemplo, los individuos que sufren una pérdida grave, como la muerte de un cónyuge, a menudo necesitan ayuda y asistencia de otros. Se predice que dichos individuos que tienen pocos conflictos con sus socios sociales experimentarán duelo, en parte, como un medio para señalar necesidad a otros. En contraste, se predice que dichos individuos que tienen muchos conflictos con sus socios sociales experimentarán depresión, en parte, como un medio para señalar necesidad de manera creíble a otros que podrían ser escépticos de que la necesidad sea genuina.

## Teoría de la negociación
La depresión no solo es costosa para la persona afectada, también impone una carga significativa en la familia, amigos y la sociedad en general, otra razón por la que se considera patológica. Sin embargo, si las personas con depresión tienen necesidades reales pero insatisfechas, podrían tener que proporcionar un incentivo a otros para abordar esas necesidades.
La teoría de la negociación de la depresión es similar a las teorías de señalización honesta, el cambio de nicho y navegación social descritas a continuación. Se basa en teorías de huelgas laborales desarrolladas por economistas para básicamente añadir un elemento adicional a la teoría de la señalización honesta, la aptitud de los socios sociales generalmente está correlacionada. Cuando una esposa tiene depresión y reduce su inversión en la descendencia, por ejemplo, la aptitud del esposo también se pone en riesgo, por lo tanto, no solo los síntomas de la depresión mayor sirven como señales costosas y por lo tanto, honestas de necesidad, también obligan a los socios sociales reacios a responder a esa necesidad para evitar que su propia aptitud se reduzca. Esta explicación para la depresión ha sido cuestionada. La depresión disminuye el producto conjunto de la familia o grupo ya que el esposo o ayudante solo compensa parcialmente la pérdida de productividad de la persona deprimida. En lugar de estar deprimido, la persona podría romperse una pierna y obtener ayuda del grupo social, pero esto obviamente es una estrategia contraproducente. Y la falta de deseo sexual ciertamente no mejora las relaciones maritales ni la aptitud.

## Teoría de la navegación social o cambio de nicho
La hipótesis de la navegación social o cambio de nicho propone que la depresión es una adaptación de navegación social de última instancia, diseñada especialmente para ayudar a los individuos a superar restricciones contractuales costosas y complejas en su nicho social. La hipótesis combina las hipótesis de ruminación analítica y negociación y sugiere que la depresión, definida operativamente como una combinación de anhedonia prolongada y retardo psicomotor o agitación, proporciona una perspectiva sobria enfocada en las restricciones sociales impuestas que dificultan la búsqueda de proyectos importantes que mejoren la aptitud. Simultáneamente, los síntomas exhibidos públicamente, que reducen la capacidad del deprimido para llevar a cabo actividades básicas de la vida, sirven como una señal social de necesidad; el costo de la señal para el deprimido certifica su honestidad. Finalmente, para los socios sociales que encuentran poco económico responder útilmente a una señal honesta de necesidad, los mismos síntomas depresivos también tienen el potencial de extorsionar concesiones y compromisos relevantes. El poder extorsionador de la depresión proviene del hecho de que ralentiza el flujo de aquellos bienes y servicios que los socios han esperado del deprimido bajo los arreglos socioeconómicos del statu quo.
Por lo tanto, la depresión puede ser una adaptación social especialmente útil para motivar a una variedad de socios sociales, todos a la vez, para ayudar al deprimido a iniciar cambios importantes que mejoren la aptitud en su vida socioeconómica. Hay diversas circunstancias bajo las cuales esto puede volverse necesario en la vida social humana, desde la pérdida de rango o un aliado social clave que hace que el nicho social actual sea antieconómico hasta tener un conjunto de ideas creativas nuevas sobre cómo ganarse la vida que requieren un nuevo nicho. La hipótesis de la navegación social enfatiza que un individuo puede quedar atrapado en una matriz de contratos de intercambio social demasiado restrictiva y que esta situación a veces requiere un cambio contractual radical que está más allá de los métodos convencionales de negociación. En cuanto al tratamiento de la depresión, esta hipótesis pone en tela de juicio cualquier suposición del clínico de que la causa típica de la depresión está relacionada con procesos de pensamiento pervertido inadaptados u otras fuentes puramente endógenas. La hipótesis de la navegación social aboga en cambio por el análisis de los talentos y sueños del deprimido, la identificación de restricciones sociales relevantes, especialmente aquellas con una fuente difusa no puntual dentro de la red social del deprimido y la terapia práctica de resolución de problemas sociales diseñada para relajar esas restricciones lo suficiente como para permitir que el deprimido avance con su vida bajo un conjunto mejorado de contratos sociales. Esta teoría ha sido objeto de críticas.

## Depresión como un dispositivo de incentivo
Este enfoque argumenta que estar en un estado deprimido no es adaptativo, de hecho, todo lo contrario, pero la amenaza de depresión por resultados negativos y la promesa de placer por resultados positivos son adaptativos porque motivan al individuo a emprender esfuerzos que aumentan la aptitud. La razón para no depender solo del placer como un dispositivo de incentivo es porque la felicidad es costosa en términos de aptitud, ya que el individuo se vuelve menos cauteloso. Esto se ve más fácilmente cuando un individuo está maníaco y emprende comportamientos muy arriesgados.  Las manifestaciones fisiológicas de los incentivos son más evidentes cuando una persona es bipolar, con episodios de euforia extrema y depresión extrema, ya que la ansiedad relacionada con el futuro (posiblemente inmediato) está muy relacionada con la bipolaridad. Como se mencionó anteriormente, el trastorno bipolar y la depresión clínica, en oposición a la depresión por eventos, se ven como una desregulación, al igual que la presión arterial persistentemente alta (o baja) se ve como una desregulación, aunque a veces la presión arterial alta o baja mejora la aptitud.

## Prevención de infecciones
Se ha planteado la hipótesis de que la depresión es una adaptación evolutiva porque ayuda a prevenir infecciones tanto en el individuo afectado como en sus parientes.
Primero, los síntomas asociados de la depresión, como la inactividad y la letargia, alientan al individuo afectado a descansar. La energía conservada a través de tales métodos es altamente crucial, ya que la activación inmune contra las infecciones es relativamente costosa; debe haber, por ejemplo, un aumento del 10% en la actividad metabólica por incluso un cambio de 1 °C en la temperatura corporal. Por lo tanto, la depresión permite a uno conservar y asignar energía al sistema inmunológico de manera más eficiente.
La depresión previene aún más la infección al desalentar las interacciones y actividades sociales que pueden resultar en el intercambio de infecciones. Por ejemplo, la pérdida de interés desalienta a uno de participar en actividades sexuales, lo que a su vez, previene el intercambio de enfermedades de transmisión sexual. De manera similar, las madres deprimidas pueden interactuar menos con sus hijos, reduciendo la probabilidad de que la madre infecte a sus parientes. Por último, la falta de apetito asociada con la depresión también puede reducir la exposición a parásitos transmitidos por alimentos.
Sin embargo, también debe señalarse que la enfermedad crónica en sí misma puede estar involucrada en causar depresión. En modelos animales, la reacción prolongada del sistema inmunológico, en respuesta a la tensión de una enfermedad crónica, resulta en una mayor producción de citoquinas, un grupo diverso de reguladores hormonales y moléculas de señalización. Las citoquinas interactúan con los sistemas de neurotransmisores, principalmente norepinefrina, dopamina y serotonina e inducen características depresivas. El inicio de la depresión puede ayudar a un individuo a recuperarse de su enfermedad al permitirle un estilo de vida más reservado, seguro y energéticamente eficiente. La sobreproducción de estas citoquinas, más allá de los niveles óptimos debido a las demandas repetidas de lidiar con una enfermedad crónica, puede resultar en una depresión clínica y sus manifestaciones conductuales acompañantes que promueven una reserva de energía extrema.

## Hipótesis del tercer ventrículo

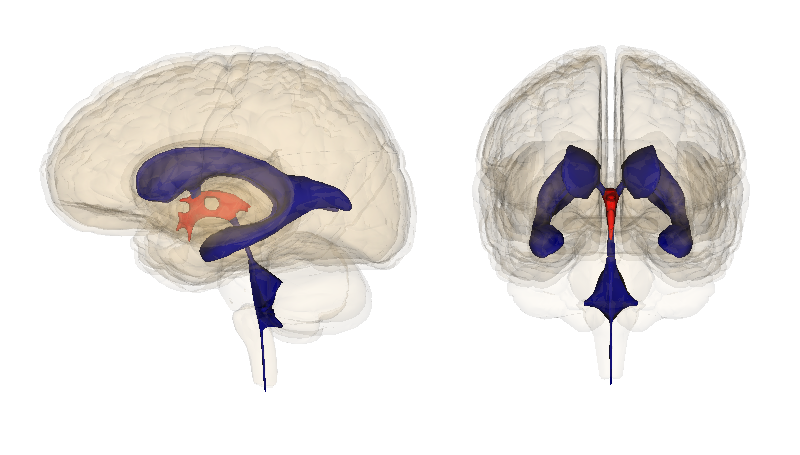
Tercer ventrículo

La hipótesis del tercer ventrículo de la depresión propone que el conjunto de comportamientos asociados con la depresión, como postura encorvada, evitación del contacto visual, reducción de los apetitos por comida y sexo, además de retraimiento social y trastornos del sueño, sirve para reducir los estímulos que provocan ataques dentro del contexto de un entorno social crónicamente hostil. Propone además que esta respuesta está mediada por la liberación aguda de un agente inflamatorio desconocido (probablemente citoquina) en el espacio del tercer ventrículo. En apoyo a esta sugerencia, los estudios de imágenes revelan que el tercer ventrículo está agrandado en los depresivos.

## Recepción
La psicología clínica y la psiquiatría han estado históricamente relativamente aisladas del campo de la psicología evolucionista. Algunos psiquiatras expresan la preocupación de que los psicólogos evolucionistas busquen explicar ventajas adaptativas ocultas sin realizar las pruebas empíricas rigurosas necesarias para respaldar tales afirmaciones. Aunque hay investigaciones sólidas que sugieren un vínculo genético con el trastorno bipolar y la esquizofrenia, hay un debate significativo dentro de la psicología clínica sobre la influencia relativa y el papel mediador de los factores culturales o ambientales. Por ejemplo, la investigación epidemiológica sugiere que diferentes grupos culturales pueden tener tasas de diagnóstico, sintomatología y expresión de enfermedades mentales divergentes. También ha habido un reconocimiento creciente de los trastornos ligados a la cultura, lo que puede verse como un argumento a favor de una adaptación psicológica ambiental frente a genética. Si bien ciertos trastornos mentales pueden tener rasgos psicológicos que pueden explicarse como 'adaptativos' en una escala evolutiva, estos trastornos causan a los individuos una angustia emocional y psicológica significativa y afectan negativamente la estabilidad de las relaciones interpersonales y el funcionamiento adaptativo diario.